# Thank You, North America
Thank You, North America é um samba-canção composto por Jack Yellen e Sam E. Fain, e gravado por Carmen Miranda nos Estados Unidos em 23 de dezembro de 1941.

## Origem
A canção foi escrita especialmente para Carmen, que a apresentou na revista musical Sons o' Fun, acompanhada pelo Bando da Lua, entre dezembro de 1941 e agosto de 1943. Richard Watts Jr., do jornal New York Herald Tribune, escreveu sobre o musical: "Em sua forma excêntrica e singular, a senhorita Miranda se revela uma artista única, e seus números conferem ao show um toque de distinção". Sua canção de maior destaque era justamente "Thank You, North America".